# إبراهيم الداود
إبراهيم عبد الرحمن الداود (1932-؟؟؟؟) عسكري وسياسي عراقي، ولد في هيت سنة 1932.

## حياته
التحق بالكلية العسكرية في 1949 وتابع دورات عدة في سلاح المدفعية، وكان عضوا في تنظيم الضباط الوطنيين، وشارك في ثورة 14 تموز 1958 وكلف يومها السيطرة على قصر الرحاب وشهد الحادثة التي وقعت هناك. كان حاضرا لحظة إعدام عبد الكريم قاسم بعد ثورة 8 شباط 1963.
خلال فترة حكم الرئيسين عبد السلام عارف ثم عبد الرحمن عارف، عمل آمرا للفوج الثاني في لواء الحرس الجمهوري، ثم عين آمرا لهذا اللواء المسؤول عن حراسة القصر الجمهوري وسلامة الرئيس ومسؤولا عن عشرين إلف عسكري.
كان من قيادات ثورة 17 تموز 1968، عين على إثرها عضو مجلس قيادة الثورة والقائد العام للقوات المسلحة ووزيرا للدفاع في حكومة عبد الرزاق النايف لكن البعثيين أطاح بهذه الحكومة في 30 تموز في الحركة التي أجبرت عبد الرزاق النايف وإبراهيم الداود على الاستقالة، علما إنه كان يومها في الأردن لتفقد القوات العراقية هناك، فحاول العودة، فهددوا بإسقاط طائرته.
أجبر بعدها على السفر إلى روما، ثم عين سفيرا في مدريد. وفي 10 نيسان 1969، عين سفيرا في الفاتيكان إضافة إلى منصبه. عاش بعدها منفيا في المملكة العربية السعودية بعد مقتل شقيقه نقيب عبد الوهاب وهو الضابط الذي حاول اغتيال أحمد حسن البكر.
حاول الظهور في فترة أزمة الكويت، لكنه لم يفلح في الحصول على مكان في المعارضة العراقية.